# Rocking All Over the Years (VHS)
Rocking All Over the Years è un video in formato VHS pubblicato dal gruppo inglese Status Quo nel 1990.

## Il VHS
Si tratta di una cassetta video che riprende un intero concerto tenuto dalla band al N.E.C. di Birmingham nel dicembre del 1989, pubblicata nel 1990 in occasione della pubblicazione dell’omonimo album antologico.
Il prodotto ottiene un larghissimo riscontro di vendite e sale al primo posto nelle classifiche video del Regno Unito.
Non risultano ristampe in versione DVD.

## Tracce
1. Only You
2. Pictures of Matchstick Men
3. Caroline
4. Roll Over Lay Down
5. Little Lady
6. In My Chair
7. Little Dreamer
8. Perfect Remedy
9. Mystery Song
10. Railroad
11. Most of the Time
12. Wild Side of Life
13. Again and Again
14. Slow Train
15. Hold You Back
16. The Power of Rock
17. Dirty Water
18. Whatever You Want
19. In the Army Now
20. Rockin' All Over the World
21. Don't Waste My Time
22. The Wanderer
23. Marguerita Time
24. Living on an Island
25. Break the Rules
26. Something ‘Bout You Baby I Like
27. Burning Bridges

## Formazione
- Francis Rossi (chitarra solista, voce)
- Rick Parfitt (chitarra ritmica, voce)
- Andy Bown (tastiere)
- John 'Rhino' Edwards (basso, voce)
- Jeff Rich (percussioni)